# Обенайм
Обена́йм (фр. Obenheim) — коммуна на северо-востоке Франции в регионе Гранд-Эст (бывший Эльзас — Шампань — Арденны — Лотарингия), департамент Нижний Рейн, округ Селеста-Эрстен, кантон Эрстен.
Площадь коммуны — 7,99 км², население — 1352 человека (2006) с тенденцией к росту: 1405 человек (2013), плотность населения — 175,8 чел/км².

## Население
Население коммуны в 2011 году составляло 1399 человек, в 2012 году — 1402 человека, а в 2013-м — 1405 человек.
| 1962 | 1968 | 1975 | 1982 | 1990 | 1999 | 2006 | 2008 | 2011 | 2012 | 2013 |
| ---- | ---- | ---- | ---- | ---- | ---- | ---- | ---- | ---- | ---- | ---- |
| 901  | 1042 | 1127 | 1130 | 1078 | 1214 | 1352 | 1390 | 1399 | 1402 | 1405 |

Динамика населения:

## Экономика
В 2010 году из 891 человек трудоспособного возраста (от 15 до 64 лет) 677 были экономически активными, 214 — неактивными (показатель активности 76,0 %, в 1999 году — 74,4 %). Из 677 активных трудоспособных жителей работали 640 человек (349 мужчин и 291 женщина), 37 числились безработными (23 мужчины и 14 женщин). Среди 214 трудоспособных неактивных граждан 67 были учениками либо студентами, 79 — пенсионерами, а ещё 68 — были неактивны в силу других причин.